# 2A36 Giacint-B
2A36 Giacint-B (rusky 2А36 «Гиацинт-Б»; česky hyacint) je sovětská/ruská tažená houfnice ráže 152 mm, která vstoupila do služby v roce 1975. 2A36 je navržena k potlačení a ničení nepřátelské živé síly a vybavení. Je vhodná i k boji proti dělostřeleckým jednotkám protivníka (“counter-battery fire”) a použitelná v různých povětrnostních podmínkách – byla testována při teplotách od −50 °C do 50 °C. Zbraň se používá v Rusku, řadě zemí SNS, Finsku a Iráku. Také ji používala libanonská armáda k palbě do silně opevněného uprchlického tábora Nahr el-Bared během místního konfliktu. Libanon možná některé získal ve velké zásilce zbraní z Iráku krátce před koncem libanonské občanské války.

## Design
2A36 je vybavena poloautomatickým závěrem a hydropneumatickým brzdovratným ústrojím uloženým nad hlavní. Horizontální klínový závěr se odsouvá doprava. Horní lafeta děla je umístěna na čtyřkolovém podvozku a je kryta pancéřovým štítem.
Hlaveň děla je ráže 152 mm, má délku 49 ráží a je rýhovaná. Délka hlavně (včetně úsťové brzdy) je 8197 mm.